# HMS Uganda (66)
Le HMS Uganda est un croiseur léger de la classe Crown Colony construit pour la Royal Navy.

## Historique
Après avoir opéré avec la Home Fleet, il rejoint le Plymouth Command en avril 1943 pour des opérations dans le golfe de Gascogne et la Manche. En juillet 1943, il intègre le 15e escadron de croiseurs de la Mediterranean Fleet. Il est gravement endommagé par une bombe planante allemande Fritz X le 13 septembre 1943 pendant qu'il appuyait le débarquement allié à Salerne, arrivant à Charleston, en Caroline du Sud, pour une année de travaux qui débutent en novembre 1943.
Présenté à la Marine royale canadienne, le NCSM Uganda fut prêté au Canada le 21 octobre 1944 en arrivant à Charleston et, en novembre 1944, retourna au Royaume-Uni pour d'autres modifications. Il reprit la mer en janvier 1945 pour le Pacifique via le canal de Suez, pour rejoindre la 4e escadre de croiseurs de la Flotte britannique du Pacifique. En avril 1945, il rejoint la Task Force 57 (en) dans la région d'Okinawa et, par la suite, fut principalement affecté au contrôle des porte-avions de la Flotte opérant contre les aérodromes japonais dans les îles Ryukyu.
Le HMS Uganda reste actif jusqu'à ce qu'il soit relevé par le HMS Argonaut. Le 14 juin 1945, il participe au bombardement de Truk et, en juillet 1945, soutient les porte-avions opérant contre Tokyo. Le 27 juillet 1945, le HMS Uganda fut détaché dans la Troisième flotte des États-Unis. Le croiseur se rendit à Eniwetok, puis à Pearl Harbor pour faire le plein avant de se diriger vers Esquimalt. Après un problème de chaudière qui le rendra inactif pendant plusieurs mois, il se rend à Esquimalt le 10 août 1945, jour où l'empire du Japon accepta les conditions de sa capitulation.
Le HMS Uganda passa le reste de sa carrière en tant que navire-école avant d'être placé en réserve le 1er août 1947. Renommé HCMS Quebec et remis en service le 14 janvier 1952. Il effectua de nombreuses croisières dans divers endroits du globe tout en participant à des exercices d’entraînements dans les Caraïbes et en Amérique du Sud. Il fut retiré du service le 13 juin 1956 et placé en réserve à Sydney (Nouvelle-Écosse). Le navire fut vendu en 1960 et démantelé à Osaka, au Japon, à partir du 6 février 1961.